# عباس أنصاري
عباس أنصاري (بالهندية: अब्बास अंसारी)‏ (بالإنجليزية: Abbas Ansari)‏ هو سياسي هندي، ولد في 12 فبراير 1992 في أتر برديش في الهند. حزبياً، نشط في Bahujan Samaj Party ‏.

## وصلات خارجية
- الموقع الرسمي